# 1608
Il 1608 (MDCVIII in numeri romani) è un anno bisestile del XVII secolo.

## Eventi
- Samuel de Champlain fonda la città di Quebec alla foce del fiume San Lorenzo, in Canada.
- 21 settembre: fondazione dell'Università di Oviedo in Spagna
- Prima delle tre Leggi di Keplero

## Nati

### Gennaio
- 28 gennaio - Giovanni Alfonso Borelli, matematico, astronomo e fisiologo italiano († 1679)

### Febbraio
- 5 febbraio - Kaspar Schott, fisico e matematico tedesco († 1666)
- 6 febbraio - António Vieira, gesuita, missionario e scrittore portoghese († 1697)
- 12 febbraio - Daniello Bartoli, gesuita, storico e scrittore italiano († 1685)
- 21 febbraio - Elizabeth Hall,  inglese († 1670)

### Aprile
- 25 aprile - Gastone d'Orléans, principe francese († 1660)

### Maggio
- 4 maggio - Laura Margherita Mazzarino,  italiana († 1685)
- 15 maggio - Renato Goupil, gesuita, missionario e santo francese († 1642)
- 20 maggio - Giuseppe Rendina, storico italiano

### Giugno
- 1º giugno - Salvatore Avvisati, religioso, oratore e predicatore italiano († 1689)
- 2 giugno - Pietro Cesare Alberti, viaggiatore italiano († 1655)

### Luglio
- 16 luglio - Ferdinando III d'Asburgo, imperatore († 1657)

### Agosto
- 15 agosto - Henry Howard, XXII conte di Arundel, nobile inglese († 1652)
- 16 agosto - Diego de Egües y Beaumont, militare e politico spagnolo († 1664)
- 20 agosto - Louis Jacob de Saint Charles, religioso francese († 1670)

### Settembre
- 1º settembre - Giacomo Torelli, scenografo, ingegnere e architetto italiano († 1678)
- 15 settembre - Niccolò Albergati-Ludovisi, gesuita, arcivescovo cattolico e cardinale italiano († 1687)
- 19 settembre - Alfonso Litta, cardinale italiano († 1679)
- 20 settembre - Luis de Benavides Carrillo, generale e politico spagnolo († 1668)
- 20 settembre - Jean-Jacques Olier, presbitero francese († 1657)
- 29 settembre - Cesare Facchinetti, cardinale e arcivescovo cattolico italiano († 1683)

### Ottobre
- 3 ottobre - Nicoletta di Lorena, duchessa († 1657)
- 9 ottobre - Bartolomeo Provaglia, architetto italiano († 1672)
- 15 ottobre - Evangelista Torricelli, matematico e fisico italiano († 1647)
- 18 ottobre - John Conant, religioso e teologo inglese († 1693)

### Novembre
- 9 novembre - Tiberio Fiorilli, attore teatrale italiano († 1694)
- 10 novembre - Eleonora di Anhalt-Zerbst, nobile († 1681)
- 16 novembre - Ambrogio del Giudice, religioso e storico italiano († 1677)
- 16 novembre - Johann Freinsheim, critico letterario tedesco († 1660)
- 16 novembre - Esprit de Raymond de Mormoiron, militare e nobile francese († 1672)
- 23 novembre - Johann Maximilian von Lamberg, nobile, diplomatico e politico austriaco († 1682)
- 23 novembre - Francisco Manuel de Melo, scrittore, politico e militare portoghese († 1666)

### Dicembre
- 6 dicembre - George Monck, I duca di Albemarle, ammiraglio inglese († 1670)
- 8 dicembre - Luigi Alessandro Omodei, cardinale italiano († 1685)
- 9 dicembre - John Milton, scrittore, poeta e filosofo inglese († 1674)
- 29 dicembre - Maria Polissena Landi, nobile italiana († 1679)

### Senza giorno specificato
- Bartolomeo Avanzini, architetto italiano († 1658)
- Jacob Adriaensz Backer, pittore olandese († 1651)
- Montagu Bertie, II conte di Lindsey, militare e politico inglese († 1666)
- Paolo Emilio Besenzi, pittore, scultore e architetto italiano († 1656)
- Thomas Brooks, predicatore e teologo inglese († 1680)
- Francis Cheynell, religioso e scrittore inglese († 1665)
- Angiolo Maria Colomboni, religioso, matematico e miniatore italiano († 1672)
- John Cooke,  britannico († 1660)
- Nicolas Cotoner, militare spagnolo († 1680)
- Onofrio De Lione, pittore italiano († 1656)
- Giovanni Stefano Donghi, cardinale e vescovo cattolico italiano († 1669)
- Basil Feilding, II conte di Denbigh, politico, ambasciatore e militare inglese († 1675)
- Marcello Filonardi, vescovo cattolico italiano († 1689)
- Thomas Fuller, storico e presbitero britannico († 1661)
- Niccolò Gonzaga, nobile e ambasciatore italiano († 1665)
- Bernardo de Iturriaza, giudice spagnolo († 1678)
- Antoine Le Maistre, giurista francese († 1658)
- Innocenzo Mangani, architetto e scultore italiano († 1678)
- Francesco Martio, storico italiano († 1662)
- Angelica de' Medici,  italiano († 1636)
- Giovanni Andrea Podestà, pittore e incisore italiano
- Pieter Post, architetto e pittore olandese († 1669)
- Francisco Rizi, pittore spagnolo († 1685)
- Carlotta Savelli, nobildonna italiana († 1692)
- Carlo Emanuele Giacinto di Simiana, nobile, politico e militare italiano († 1677)
- Vittorio Siri, monaco cristiano, storico e matematico italiano († 1685)
- Floridor, attore teatrale francese († 1671)
- Giovanni Stanchi Dei Fiori, pittore italiano
- Pierre Stockmans, scrittore, magistrato e grecista belga († 1671)
- Evdokija Luk'janovna Strešnëva, nobile russa († 1645)
- Antonio Travi, pittore italiano († 1665)
- Juan de Velasco de la Cueva y Pacheco, generale e politico spagnolo († 1650)
- Giuseppe Zongo Ondedei, vescovo cattolico italiano († 1674)
- Willem de Poorter, pittore olandese
- Giovanni Agostino della Lengueglia, religioso, scrittore e storico italiano († 1669)

## Morti

### Gennaio
- 6 gennaio - Emanuele Ne Vunda, politico e diplomatico angolano
- 8 gennaio - Guidubaldo Bonarelli della Rovere, nobile e poeta italiano (n. 1563)
- 19 gennaio - Bernard Maciejowski, cardinale e arcivescovo cattolico polacco (n. 1548)
- 29 gennaio - Hugo Blotius, giurista e bibliotecario olandese (n. 1534)
- 29 gennaio - Federico I di Württemberg, duca (n. 1557)

### Febbraio
- 8 febbraio - Valerio Sale, giurista e poeta italiano (n. 1570)
- 13 febbraio - Bess di Hardwick, nobildonna inglese (n. 1527)
- 16 febbraio - María Maximiliana Manrique de Lara y Briceño, nobildonna spagnola
- 19 febbraio - Antonio Roccatagliata, nobile, notaio e politico italiano
- 27 febbraio - Enrico di Montpensier, nobile francese (n. 1573)

### Marzo
- 7 marzo - Renato Cati, politico e ambasciatore italiano
- 7 marzo - Caterina Martinelli, cantante italiana
- 26 marzo - John Dee, matematico, geografo e alchimista inglese (n. 1527)
- 29 marzo - Tsugaru Tamenobu, militare giapponese (n. 1550)

### Aprile
- 4 aprile - Juan de Zúñiga y Avellaneda, nobile spagnolo (n. 1551)
- 8 aprile - Magdalen Dacre, nobildonna inglese (n. 1538)
- 9 aprile - Pomponio Torelli, nobile e letterato italiano (n. 1539)
- 19 aprile - Thomas Sackville, I conte di Dorset, politico, poeta e drammaturgo inglese (n. 1536)
- 21 aprile - Cesare Crispolti, storico, scrittore e poeta italiano (n. 1563)
- 29 aprile - Maria Anna di Baviera, principessa (n. 1551)

### Maggio
- 9 maggio - Nicolò Molin, ambasciatore italiano (n. 1562)
- 14 maggio - Carlo III di Lorena, nobile (n. 1543)
- 17 maggio - Ascanio Colonna, cardinale e vescovo cattolico italiano (n. 1560)
- 27 maggio - Alessandro Vittoria, scultore italiano (n. 1525)

### Giugno
- 1º giugno - Maria Eleonora di Jülich-Kleve-Berg, principessa tedesca (n. 1550)
- 2 giugno - Bakhtunnissa Begum, principessa indiana (n. 1547)
- 4 giugno - Francesco Caracciolo, presbitero italiano (n. 1563)
- 5 giugno - Ippolito Andreasi, pittore italiano (n. 1548)
- 6 giugno - Bernardo Buontalenti, architetto, scultore e pittore italiano (n. 1531)
- 11 giugno - Francesco Maria Tarugi, cardinale italiano (n. 1525)
- 19 giugno - Alberico Gentili, giurista italiano (n. 1552)
- 23 giugno - Thomas Garnet, gesuita inglese
- 30 giugno - Hōjō Ujimori, militare giapponese (n. 1577)

### Luglio
- 3 luglio - William Barclay, giurista scozzese (n. 1546)
- 5 luglio - Diego Haëdo, arcivescovo cattolico spagnolo
- 10 luglio - Anastasio De Filiis, astronomo italiano (n. 1577)
- 18 luglio - Gioacchino Federico di Brandeburgo, nobile (n. 1546)
- 25 luglio - Pomponio Nenna, compositore italiano (n. 1556)
- 26 luglio - Pablo de Céspedes, teologo e pittore spagnolo (n. 1538)

### Agosto
- 13 agosto - Giambologna, scultore fiammingo (n. 1529)
- 19 agosto - Renato I Borromeo, nobile e diplomatico italiano (n. 1555)

### Settembre
- 3 settembre - Guillem de Santcliment, nobile e ambasciatore spagnolo
- 8 settembre - Jerónimo Xavierre, cardinale spagnolo (n. 1546)
- 11 settembre - Pompeo Molella, giurista italiano
- 12 settembre - Flaminio Filonardi, vescovo cattolico e storico italiano (n. 1541)
- 19 settembre - Alfonso Visconti, cardinale e vescovo cattolico italiano (n. 1552)
- 20 settembre - Kanamori Nagachika, militare giapponese (n. 1524)
- 28 settembre - Enrico di Joyeuse, nobile francese (n. 1563)
- 29 settembre - Eugenio Cattaneo, vescovo cattolico italiano (n. 1551)

### Ottobre
- 4 ottobre - Kinoshita Iesada, militare giapponese (n. 1543)
- 10 ottobre - Pompeo Leoni, scultore e medaglista italiano (n. 1531)
- 11 ottobre - Ambrogio Figino, pittore italiano (n. 1553)
- 11 ottobre - Abraham Gorlaeus, antiquario olandese (n. 1549)
- 15 ottobre - Pedro de Agurto, vescovo cattolico messicano (n. 1544)
- 17 ottobre - Luca Bati, compositore italiano (n. 1546)
- 19 ottobre - Martin Delrio, umanista e teologo fiammingo (n. 1551)
- 26 ottobre - Valentin Forster, giurista tedesco (n. 1530)
- 26 ottobre - Philipp Nicolai, pastore protestante, poeta e compositore tedesco (n. 1556)
- 26 ottobre - Juan Pantoja de la Cruz, pittore spagnolo (n. 1553)

### Novembre
- 10 novembre - Andrea Avellino, presbitero e religioso italiano (n. 1520)
- 19 novembre - Antonio Agelli, vescovo cattolico e biblista italiano (n. 1532)
- 20 novembre - Alderano Mascardi, giurista italiano (n. 1557)

### Senza giorno specificato
- Elena Aliprandi, nobile italiana (n. 1573)
- Ivan Isaevič Bolotnikov, rivoluzionario russo
- Domenico Cafaggi, scultore italiano (n. 1530)
- Francesco Caldogno, militare e funzionario italiano
- Giulio Calvi, teologo e vescovo cattolico italiano (n. 1554)
- Bartolomeo Carducci, architetto e pittore italiano (n. 1560)
- Gregorio Comanini, poeta e storico italiano
- Ilario Cortesi, vescovo cattolico italiano (n. 1545)
- Francesco Curia, pittore italiano (n. 1538)
- Felice Damiani, pittore italiano (n. 1560)
- Marfisa d'Este, nobile italiana
- Alessandro Filarete, vescovo cattolico italiano
- Dirck Gerritszoon Pomp, navigatore olandese (n. 1544)
- Douglas Howard, nobildonna inglese (n. 1543)
- Kaspar Lussi, politico e condottiero svizzero (n. 1562)
- Fabio Mattei, nobile, imprenditore e politico italiano (n. 1548)
- Alessandro Mazzola, pittore italiano (n. 1533)
- Gian Paolo Osio, nobile e criminale italiano (n. 1572)
- Filippo di Lorenzo Paladini, scultore italiano
- Nunzio Pelliccia, avvocato e giurista italiano (n. 1540)
- Merkelis Petkevičius, tipografo lituano (n. 1550)
- Johannes Pistorius, religioso tedesco (n. 1546)
- Agostino Ramelli, ingegnere italiano (n. 1531)
- Youssef Rizzi, patriarca cattolico libanese
- Christoph Schissler, artigiano tedesco (n. 1531)
- Ridolfo Sirigatti, scultore e pittore italiano (n. 1553)
- Francis Tregian il Vecchio, nobile inglese (n. 1548)
- Luis de Carvajal, pittore spagnolo (n. 1531)

## Calendario
| Calendario 1608 | Calendario 1608 | Calendario 1608 | Calendario 1608 | Calendario 1608 | Calendario 1608 | Calendario 1608 | Calendario 1608 | Calendario 1608 | Calendario 1608 | Calendario 1608 | Calendario 1608 | Calendario 1608 | Calendario 1608 | Calendario 1608 | Calendario 1608 | Calendario 1608 | Calendario 1608 | Calendario 1608 | Calendario 1608 | Calendario 1608 | Calendario 1608 | Calendario 1608 | Calendario 1608 | Calendario 1608 | Calendario 1608 | Calendario 1608 | Calendario 1608 | Calendario 1608 | Calendario 1608 | Calendario 1608 | Calendario 1608 | Calendario 1608 |
| --------------- | --------------- | --------------- | --------------- | --------------- | --------------- | --------------- | --------------- | --------------- | --------------- | --------------- | --------------- | --------------- | --------------- | --------------- | --------------- | --------------- | --------------- | --------------- | --------------- | --------------- | --------------- | --------------- | --------------- | --------------- | --------------- | --------------- | --------------- | --------------- | --------------- | --------------- | --------------- | --------------- |
|                 | 1               | 2               | 3               | 4               | 5               | 6               | 7               | 8               | 9               | 10              | 11              | 12              | 13              | 14              | 15              | 16              | 17              | 18              | 19              | 20              | 21              | 22              | 23              | 24              | 25              | 26              | 27              | 28              | 29              | 30              | 31              |                 |
| Gennaio         | Ma              | Me              | Gi              | Ve              | Sa              | Do              | Lu              | Ma              | Me              | Gi              | Ve              | Sa              | Do              | Lu              | Ma              | Me              | Gi              | Ve              | Sa              | Do              | Lu              | Ma              | Me              | Gi              | Ve              | Sa              | Do              | Lu              | Ma              | Me              | Gi              |                 |
| Febbraio        | Ve              | Sa              | Do              | Lu              | Ma              | Me              | Gi              | Ve              | Sa              | Do              | Lu              | Ma              | Me              | Gi              | Ve              | Sa              | Do              | Lu              | Ma              | Me              | Gi              | Ve              | Sa              | Do              | Lu              | Ma              | Me              | Gi              | Ve              |                 |                 |                 |
| Marzo           | Sa              | Do              | Lu              | Ma              | Me              | Gi              | Ve              | Sa              | Do              | Lu              | Ma              | Me              | Gi              | Ve              | Sa              | Do              | Lu              | Ma              | Me              | Gi              | Ve              | Sa              | Do              | Lu              | Ma              | Me              | Gi              | Ve              | Sa              | Do              | Lu              |                 |
| Aprile          | Ma              | Me              | Gi              | Ve              | Sa              | Do              | Lu              | Ma              | Me              | Gi              | Ve              | Sa              | Do              | Lu              | Ma              | Me              | Gi              | Ve              | Sa              | Do              | Lu              | Ma              | Me              | Gi              | Ve              | Sa              | Do              | Lu              | Ma              | Me              |                 |                 |
| Maggio          | Gi              | Ve              | Sa              | Do              | Lu              | Ma              | Me              | Gi              | Ve              | Sa              | Do              | Lu              | Ma              | Me              | Gi              | Ve              | Sa              | Do              | Lu              | Ma              | Me              | Gi              | Ve              | Sa              | Do              | Lu              | Ma              | Me              | Gi              | Ve              | Sa              |                 |
| Giugno          | Do              | Lu              | Ma              | Me              | Gi              | Ve              | Sa              | Do              | Lu              | Ma              | Me              | Gi              | Ve              | Sa              | Do              | Lu              | Ma              | Me              | Gi              | Ve              | Sa              | Do              | Lu              | Ma              | Me              | Gi              | Ve              | Sa              | Do              | Lu              |                 |                 |
| Luglio          | Ma              | Me              | Gi              | Ve              | Sa              | Do              | Lu              | Ma              | Me              | Gi              | Ve              | Sa              | Do              | Lu              | Ma              | Me              | Gi              | Ve              | Sa              | Do              | Lu              | Ma              | Me              | Gi              | Ve              | Sa              | Do              | Lu              | Ma              | Me              | Gi              |                 |
| Agosto          | Ve              | Sa              | Do              | Lu              | Ma              | Me              | Gi              | Ve              | Sa              | Do              | Lu              | Ma              | Me              | Gi              | Ve              | Sa              | Do              | Lu              | Ma              | Me              | Gi              | Ve              | Sa              | Do              | Lu              | Ma              | Me              | Gi              | Ve              | Sa              | Do              |                 |
| Settembre       | Lu              | Ma              | Me              | Gi              | Ve              | Sa              | Do              | Lu              | Ma              | Me              | Gi              | Ve              | Sa              | Do              | Lu              | Ma              | Me              | Gi              | Ve              | Sa              | Do              | Lu              | Ma              | Me              | Gi              | Ve              | Sa              | Do              | Lu              | Ma              |                 |                 |
| Ottobre         | Me              | Gi              | Ve              | Sa              | Do              | Lu              | Ma              | Me              | Gi              | Ve              | Sa              | Do              | Lu              | Ma              | Me              | Gi              | Ve              | Sa              | Do              | Lu              | Ma              | Me              | Gi              | Ve              | Sa              | Do              | Lu              | Ma              | Me              | Gi              | Ve              |                 |
| Novembre        | Sa              | Do              | Lu              | Ma              | Me              | Gi              | Ve              | Sa              | Do              | Lu              | Ma              | Me              | Gi              | Ve              | Sa              | Do              | Lu              | Ma              | Me              | Gi              | Ve              | Sa              | Do              | Lu              | Ma              | Me              | Gi              | Ve              | Sa              | Do              |                 |                 |
| Dicembre        | Lu              | Ma              | Me              | Gi              | Ve              | Sa              | Do              | Lu              | Ma              | Me              | Gi              | Ve              | Sa              | Do              | Lu              | Ma              | Me              | Gi              | Ve              | Sa              | Do              | Lu              | Ma              | Me              | Gi              | Ve              | Sa              | Do              | Lu              | Ma              | Me              |                 |